# Türkmenbaşy (ville)
Pour les articles homonymes, voir Türkmenbaşy.
Türkmenbaşy ou Türkmenbaşı, parfois francisé en Turkménbachy, est une ville et un port du Turkménistan, sur les rives orientales de la mer Caspienne.
Le port a été fondé par l'Empire russe au temps du Turkestan russe sous le nom de Krasnovodsk (Красноводск) ce qui peut se traduire par « Eau rouge » (traduction du nom local turkmène Kyzyl-Su, qui signifie également « eau rouge »). En 1993, la ville a été renommée en Türkmenbaşy (« Chef des Turkmènes », en référence au président Saparmırat Niyáz ou Saparmyrat Ataïévitch Niyazov en russe, dans le cadre de son culte de la personnalité).

## Histoire

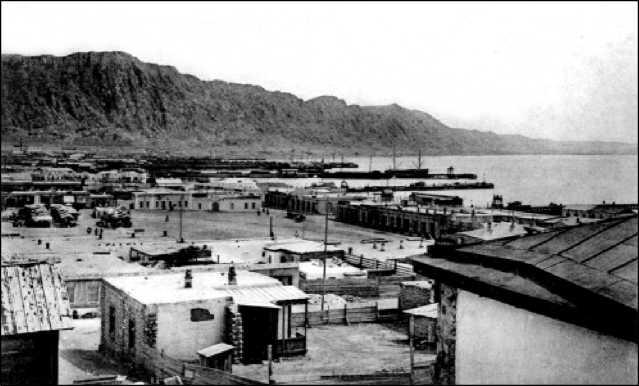
Krasnovodsk en 1913 (marché et port).

En 1717, le prince russe Alexandre Bekovitch-Tcherkasski fonde une place forte sur les rives d'un lit asséché correspondant à une ancienne embouchure du fleuve Amou-Daria, dont les eaux, après être passées par la mer d'Aral, se jetaient autrefois dans la mer Caspienne. Son objectif est de conquérir le khanat de Khiva à partir de ce campement militaire, mais l'expédition échoue et les Russes abandonnent les lieux.
En 1869, les Russes réinvestissent l'endroit et y construisent un fort nommé Krasnovodsk, qui leur sert de point de départ pour lancer des expéditions militaires contre Khiva et Boukhara ainsi que contre les cavaliers nomades turcomans qui faisaient régulièrement des razzias dans toute la région. À la chute de l'Empire russe en 1917, la ville est administrée par la république russe, puis par les Kadjars soutenant les Russes blancs avant d'être prise par l'Armée rouge en février 1920 et intégrée dans la République socialiste soviétique autonome du Turkestan. En 1924, elle est rattachée à la République socialiste soviétique du Turkménistan, indépendante en 1991.

## Population
| 1913  | 1939   | 1972   | 1989   | 1995   | 2005   |
| ----- | ------ | ------ | ------ | ------ | ------ |
| 7 000 | 21 000 | 51 000 | 58 900 | 63 000 | 68 292 |

## Économie
La ville de Türkmenbaşı possède la plus importante raffinerie de pétrole du Turkménistan. La ville est aussi un important nœud de transport. Elle dispose en effet d'un aéroport équipé d'une piste pour les avions gros porteurs, d'un port maritime avec un service de liaison régulière par ferry avec la ville de Bakou et elle est un terminus du réseau ferroviaire de la Transcaspienne. Tous ces atouts contribuent à rendre la ville attractive aux yeux des investisseurs.

## Climat
Türkmenbaşı possède un climat aride et continental (type BWk selon la classification de Köppen). Les hivers sont assez frais et les étés sont chauds.
- Température record la plus froide : −21,9 °C (février 1969)
- Température record la plus chaude : 44,7 °C (juillet 1983)
- Nombre moyen de jours avec de la neige dans l'année : 13
- Nombre moyen de jours de pluie dans l'année : 70
- Nombre moyen de jours avec de l'orage dans l'année : 6
- Nombre moyen de jours avec tempête de sable dans l'année : 7

| Mois                                        | jan.       | fév.       | mars       | avril     | mai       | juin      | jui.      | août      | sep.      | oct.      | nov.       | déc.       | année      |
| ------------------------------------------- | ---------- | ---------- | ---------- | --------- | --------- | --------- | --------- | --------- | --------- | --------- | ---------- | ---------- | ---------- |
| Température minimale moyenne (°C)           | 0,2        | 0          | 3,6        | 8,5       | 14,3      | 19,5      | 22,7      | 22,5      | 17        | 10,1      | 4,6        | 1,3        | 10,4       |
| Température moyenne (°C)                    | 3,6        | 4,2        | 8,3        | 13,7      | 20,3      | 25,8      | 28,7      | 28,7      | 23        | 15,7      | 9          | 4,9        | 15,5       |
| Température maximale moyenne (°C)           | 7,8        | 8,9        | 13,6       | 19,6      | 26,5      | 32,2      | 35        | 35,1      | 29,5      | 21,8      | 14         | 9,2        | 21,1       |
| Record de froid (°C) date du record         | −21,5 1969 | −21,9 1969 | −12,5 1996 | −2,6 1976 | 0,9 2003  | 6,6 1978  | 14,1 1992 | 11 1980   | 3,3 1973  | −3,1 2014 | −13,6 2016 | −16,3 1948 | −21,9 1969 |
| Record de chaleur (°C) date du record       | 20,7 1966  | 23,3 2004  | 29 2008    | 36 1982   | 40,7 2007 | 43,5 2018 | 45,6 2018 | 44,5 2006 | 43,5 1972 | 35 1968   | 28,1 2006  | 24,6 1998  | 45,6 2018  |
| Ensoleillement (h)                          | 136,6      | 139        | 172,6      | 227       | 303,2     | 347       | 344       | 330,2     | 294,1     | 228,8     | 161,9      | 124        | 2 808,4    |
| Précipitations (mm)                         | 12         | 13         | 21         | 18        | 7         | 2         | 2         | 2         | 4         | 12        | 19         | 11         | 123        |
| dont neige (cm)                             | 0          | 0          | 0          | 0         | 0         | 0         | 0         | 0         | 0         | 0         | 0          | 0          | 0          |
| Record de pluie en 24 h (mm) date du record | 17 1978    | 37 1952    | 32 1979    | 35 2019   | 68 1972   | 26 1969   | 48 1976   | 26 1958   | 44 1982   | 33 1965   | 31 1964    | 19 1991    | 68 1972    |
| Nombre de jours avec précipitations         | 8          | 7          | 8          | 8         | 6         | 3         | 2         | 3         | 3         | 6         | 8          | 8          | 70         |
| Humidité relative (%)                       | 76         | 72         | 68         | 63        | 56        | 50        | 49        | 44        | 46        | 58        | 72         | 75         | 61         |
| Nombre de jours avec neige                  | 4          | 4          | 1          | 0,1       | 0         | 0         | 0         | 0         | 0         | 0         | 0          | 2          | 11         |
| Nombre de jours d'orage                     | 0,1        | 0,1        | 0,1        | 1         | 1         | 1         | 1         | 1         | 1         | 1         | 0,3        | 0,03       | 8          |
| Nombre de jours avec brouillard             | 2          | 2          | 2          | 4         | 4         | 2         | 1         | 1         | 1         | 2         | 2          | 2          | 25         |

| Diagramme climatique                                  |        |           |           |           |           |         |           |         |            |         |          |
| J                                                     | F      | M         | A         | M         | J         | J       | A         | S       | O          | N       | D        |
| 7,80,212                                              | 8,9013 | 13,63,621 | 19,68,518 | 26,514,37 | 32,219,52 | 3522,72 | 35,122,52 | 29,5174 | 21,810,112 | 144,619 | 9,21,311 |
| Moyennes : • Temp. maxi et mini °C • Précipitation mm |        |           |           |           |           |         |           |         |            |         |          |

## Personnalités
- Hadjibala Abutalibov (1944-), personnalité politique azérie, est né à Türkmenbaşı (alors Krasnovodsk).
- Vladimir Morozov, kayakiste soviétique, triple champion olympique, est né à Türkmenbaşı (alors Krasnovodsk) en 1940.

## Jumelages
| Ville | Ville   | Pays | Pays     |
| ----- | ------- | ---- | -------- |
|       | Jurmala |      | Lettonie |